# Yves Herbet
Pour l’article homonyme, voir Herbet (homonymie).
Yves Herbet est un joueur international et entraîneur de football français, né le 17 août 1945 à Villers-Cotterêts et décédé le 28 juin 2024,, à Alès, ayant occupé les postes de milieu de terrain puis d'ailier droit. 
Lauréat du 'Concours du Jeune Footballeur' à Colombes en 1962 ; sélectionné en Equipe de France A,B,Espoirs,Militaire,Universitaire. Yves Herbet a participé à la phase finale de la Coupe du Monde en 1966 en Angleterre. Il y a été élu meilleur joueur tricolore par la presse Française. Vainqueur de la Coupe de Belgique avec Anderlecht en 1969. Elu meilleur entraineur du Maroc en 2003.

## Biographie
Milieu de terrain au CS Sedan-Ardennes, il est considéré comme un grand espoir du football français au milieu des années 1960. 
Il honore sa première sélection en Équipe de France le 3 juin 1965, contre l'Argentine (0-0), à même pas 19 ans et 10 mois.
Sélectionné en équipe de France pour disputer la Coupe du monde en 1966, il se distingue en obtenant un pénalty, transformé par Hector de Bourgoing, permettant aux Bleus d'ouvrir la marque contre l'Uruguay. La France finit par s'incliner sur le score de 2 buts à 1, prélude à une élimination sans gloire dès le premier tour.
Yves Herbet compte 16 sélections en équipe de France A et 1 but marqué contre le Luxembourg (26 novembre 1966, victoire de l'équipe de France 0-3) en match qualificatif pour le championnat d'Europe des nations.

## Palmarès

### Joueur
- 16 sélections et 1 but en équipe de France A, de 1965 à 1971[5]
- International junior, militaire, universitaire, amateur, B et espoir
- Vainqueur du Concours du jeune footballeur en 1962
- Finaliste de la Coupe de France en 1965 avec Sedan

### Entraîneur
- Vice-Champion du Maroc en 2001 avec le FUS de Rabat